# Overture
«Overture» es una canción de la banda de rock The Who, escrita por Pete Townshend. Fue lanzada en el cuarto disco del grupo, la ópera rock Tommy. Es la primera canción del álbum y es uno de los tres instrumentales del disco; los otros dos son «Sparks» y «Underture». La canción está formada por varias secciones de canciones del álbum. Cuenta con una sección de vientos, donde John Entwistle toca el corno francés.
Fue lanzada como el lado B del sencillo «See Me, Feel Me», donde fue titulada «Overture from Tommy».

## Estructura de la canción
Como la obertura del álbum, la canción está compuesta de la música de otras canciones de la ópera, que aparecerán más tarde en el álbum:
- 0:00 - 0:34 Adaptada de «1921».
- 0:35 - 1:01 Adaptada de «We're Not Gonna Take It».
- 1:02 - 1:35 Adaptada de «Go to the Mirror!».
- 1:36 - 1:52 Adaptada de «See Me, Feel Me».
- 1:53 - 2:20 Adaptada de «Go to the Mirror!» con «Pinball Wizard».
- 2:21 - 2:58 Adaptada de «Listening to You».
- 2:59 - 3:22 Adaptada de «We're Not Gonna Take It».
- 3:23 - 3:50 Adaptada de «Pinball Wizard».

Como no hay pausa entre «Overture» e «It's a Boy», muchos combinan las dos creando «Overture».